# Madonna tra i santi Lorenzo Giustiniani e Zeno
Madonna tra i santi Lorenzo Giustiniani e Zeno (detta anche Madonna della cintura) è un dipinto del pittore veronese Girolamo dai Libri conservato nella chiesa di San Giorgio in Braida a Verona e realizzato nel 1526. Si trova nella IV cappella di sinistra.
La data di esecuzione è nota attraverso la firma che recita: «A.D. MDXXVI MEN. MAR. XXVIIII / HIERONIMUS A LIBRIS PINXIT». In quest'opera dai Libri raffigura la Vergine con a lato i santi titolari della cappella: san Zeno e san Lorenzo a cui si aggiungono una moltitudine di angeli posti sotto il trono. Nella lunetta, un'opera di Domenico Brusasorzi, raffigurante l'Eterno Padre, aggiunta successivamente all'opera del dai Libri, probabilmente tra le due consacrazioni dell'altare.